# سیارک ۶۵۸۸۵
سیارک ۶۵۸۸۵ (به انگلیسی: 65885 Lubenow، نامگذاری:1997YF20) شصت و پنج هزار و هشتصد و هشتاد و پنجمین سیارک کشف شده‌است که در ۲۷ دسامبر ۱۹۹۷ کشف شد.